# Sassegnies
Sassegnies é uma comuna francesa na região administrativa de Altos da França, no departamento do Norte. Estende-se por uma área de 4.15 km². Em 2010 a comuna tinha 267 habitantes (densidade: 64,3 hab./km²).